# Courtland (Minnesota)
Courtland è un comune degli Stati Uniti d'America, situato nello Stato del Minnesota, nella Contea di Nicollet.